# Consider This
Consider This è il secondo EP del gruppo musicale australiano Tonight Alive, pubblicato in Australia il 12 novembre 2010 dall'etichetta indipendente Takedown. Contiene le tre tracce bonus pubblicate nella versione giapponese del precedente EP All Shapes & Disguises.
È stato successivamente ripubblicato con l'aggiunta di tre delle tracce presenti in All Shapes & Disguises (pubblicato solo in Australia) e il taglio di Thank You & Goodnight, sia in Australia dalla Sony Music che in Nord America dalla Fearless Records l'8 novembre 2011.

## Tracce
Prima edizione
1. Revenge and Its Thrills – 2:48
2. Five Years – 2:49
3. Thank You and Goodnight – 3:15

Seconda edizione
1. Wasting Away – 2:50
2. Five Years – 2:49
3. My Favourite Thing – 3:04
4. Revenge and Its Thrills – 2:46
5. Invincible – 2:28

## Formazione
- Jenna McDougall – voce
- Whakaio Taahi – chitarra solista, tastiera, voce secondaria
- Jake Hardy – chitarra ritmica
- Cam Adler – basso
- Matt Best – batteria, percussioni